# Utegrisar i Sverige

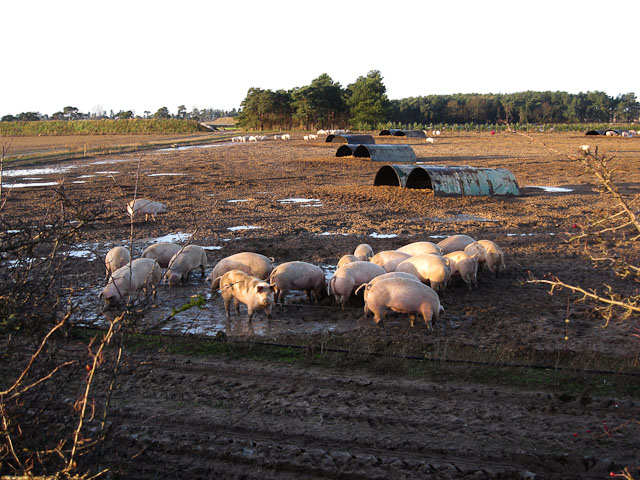
Utegrisar.

Utegrisar är grisar som helt eller delvis har tillgång till utevistelse. Förr i tiden var detta mycket vanligt förekommande då småbrukare höll några grisar var och de fick ströva fritt i skogen. Nuförtiden bedrivs den konventionella grisproduktionen av de allra flesta producenter enbart inomhus där djuren hålls i olika boxsystem ända fram till slakt. Utegrisar är inte längre vanligt i Sverige, knappt ett par procent av det totala antalet suggor hålls ute. Omkring hälften av dessa ingår i ekologisk produktion enligt KRAV: s regler. Inom KRAV- och EU-certifierad ekologisk produktion är djuren garanterade utevistelse och man strävar efter att djuren ska kunna bete sig naturligt. När det gäller utehållna slaktsvin och tillväxtgrisar är de ekologiska grisarna helt dominerande och de utgör ungefär 1 % av det totala antalet slaktade grisar hos Swedish Meats.

## Hyddor eller rastgård
Det finns i princip två olika typer av grishållning utomhus. I det ena fallet har grisarna tillgång till stora ytor och de ingår då i växtföljden. Vanligt är då att använda hyddor av olika slag under produktionens gång. Stora hyddor används som skydd från väder och vind medan suggorna under grisning ges tillgång till en egen mindre hydda. På vintern behövs rikligt med halm så att inte djuren fryser medan de behöver en pöl att vältra sig i för att undvika värmestress under sommaren. De kan också bränna sig i solen så även då behövs det erbjudas skydd.
I det andra fallet hålls grisarna inne, men med tillgång till utevistelse i form av en liten rastgård. En hårdgjord platta i rastgården är då nödvändig om gödseln skall kunna samlas upp och underlaget inte skall bli helt upptrampat. Hålls grisar på detta sätt inom KRAV måste de även ha tillgång till bete under minst fyra månader. Inom konventionell produktion med suggor ute tas i allmänhet smågrisarna in efter avvänjning och hålls sedan inne till slakt.

## Hälsa
Att låta grisarna gå ute kan göra produktionen mer problematisk. Att tillgodose vatten och foderbehov kan vara svårt om det är riktigt kallt och djuren kan göra sig illa om det är halt. Dessutom är det fler grisar som drabbas av sjukdomar som rödsjuka som sprids via jorden. Detta ska alla vuxna djur vaccineras mot och skyddet överförs från mamma via mjölken till smågrisarna. Även ledinflammationer och parasiter kan vara ett problem som är större hos utegrisar än konventionellt hållna. Eftersom KRAV-djur inte får behandlas i förebyggande syfte krävs stora arealer för att hålla utegrisar eftersom de på grund av smittorisken inte kan gå på samma mark år efter år. Då grisarna vistas ute finns också en risk att de drabbas av sjukdomar som sprids med andra djur som till exempel salmonella från vilda fåglar. Utfodring i självstängande tråg och inte direkt på marken är därför att föredra så att inte fåglar kan kontaminera fodret. Å andra sidan har grisar som levt ute mindre luftvägsinfektioner och bölder vilket kan bero på ett lägre infektionstryck då luftutbytet är bättre vid utomhusdrift.

## Foderförbrukning
Djur som är ute rör sig mer och måste själva hålla värmen, därför förbrukar de mer foder. Ekologiska grisar överutfodras dessutom ofta för att få i sig tillräckliga mängder essentiella aminosyror. Dessa tillsätts i syntetisk form inom konventionell produktion. Produktion av slaktsvin utomhus kan därför vara svår att få ihop ekonomiskt. Detta kompenseras till viss del genom att producenten får mer betalt för köttet på slakteriet om det klassas som ekologiskt. Ett alternativ för producenten kan vara att marknadsföra sitt kött själv och sälja det hemma på gården.
Som nämns ovan finns en del problem med att låta grisarna gå ute. Mot detta ska ställas den ökade djurvälfärden för dessa grisar som ges möjlighet att böka i jorden och leva ett mer naturligt liv.